# Яйой (1925)
Яйой (Yayoi, яп. 弥生) — ескадрений міноносець Імперського флоту Японії, який взяв участь у Другій світовій війні.
Корабель, який став другим (за датою закладання) серед есмінців типу «Муцукі», спорудили у 1926 році на корабельні Uraga Dock.
У травні 1938-го під час Другої японсько-китайської війни Яйой взяв участь в операції проти порту Амой (Сямень), розташованого біля південного входу до Тайванської протоки. Всього тут залучили загін із 1 важкого крейсера, 4 легких крейсерів та 10 есмінців, проведені яким бомбардування допомогли десанту морських піхотинців оволодіти Амоєм за дві доби.
На момент вступу Японії до Другої світової війни «Яйой» належав до 30-ї дивізії ескадрених міноносців, яка підпорядковувалась Четвертому флоту. Останній мав головну базу на атолі Трук у центральній частині Каролінських островів та на початковому етапі війни здійснив ряд операцій з розширення японського контролю в Мікронезії та вторгненню до Меланезії.
29 листопада — 3 грудня 1941-го, ще до початку бойових дій, «Яйой» разом з іншими кораблями своєї дивізії перейшов з Труку на атол Кваджалейн (Маршаллові острови). 8 грудня він рушив далі в межах плану по оволодінню островом Вейк (вісім сотень кілометрів на північ від Маршаллових островів). Доволі неочікувано операція пішла невдало, 11 листопада при спробі наблизитись до острова були втрачені два есмінці (в тому числі один із 30-ї дивізії), після чого японський загін повернувся на Кваджалейн. У цьому поході «Яйой» отримав незначне пошкодження від снаряду берегової батареї, загинув один член екіпажу.
23 грудня 1941-го «Яйой» вирушив до Вейку у складі значно потужнішого з'єднання, яке на цей раз захопило острів без якихось ускладнень.
Після повернення з Вейку «Яйой» разом з іншими кораблями дивізії 31 грудня 1941 — 3 січня 1942 ескортував конвой з Кваджалейна на Трук, а 13—15 січня разом з легким крейсером та трьома есмінцями іншої дивізії супроводив звідси переобладнаний гідроавіаносець «Кійокава-Мару» та два транспорти до атола Волеаї (центральна частина Каролінських островів за вісім з половиною сотень кілометрів на захід від Трука). Тут вони з'єднались із конвоєм транспортів, які раніше під охороною двох інших есмінців 30-ї дивізії вийшли з Труку до Гуаму (Маріанські острови), щоб прийняти там війська для операції проти архіпелагу Бісмарка.
17 січня 1942-го зібрані біля Волеаї сили рушили у південно-східному напрямку, а 23 січня «Яйой» та інші кораблі дивізії прикривали висадку у Рабаулі на східному завершенні острова Нова Британія (тут створять головну передову базу в архіпелазі Бісмарка, з якої два роки провадитимуться операції на Соломонових островах та сході Нової Гвінеї). Протягом доби опір союзних сил подолали. Після цього «Яйой» більш як два тижні ніс патрульно-ескортну службу в околицях Рабаула.
9 лютого 1942-го 30-та дивізія супроводжувала загін, який доправив японський десант до півострова Сурумі (центральна частина південного узбережжя Нової Британії), де японці захопили невеличкий австралійський аеродром у Гасматі (після розширення його перетворили на резервний майданчик, призначений для забезпечення аварійних посадок літаків).
У першій декаді березня 1942-го «Яйой» та ще 5 есмінців і 3 легкі крейсери вирушили з Рабаулу в супроводі загону, який мав доправити десант на Нову Гвінею в район Лае — Сааламауа (на сході острова у глибині затоки Хуон). Висадка 8 березня не зустріла спротиву, проте 10 березня японський загін став ціллю для американської авіаносної авіації. Ряд допоміжних суден були втрачені, половина бойових кораблів загону зазнала пошкоджень, але саме «Яйой» у цьому бою не постраждав.
28 березня — 1 квітня 1942-го «Яйой» взяв участь у операції, під час якої на заході Соломонових островів зайняли якірну стоянку Шортленд — прикриту групою невеликих островів Шортленд акваторію біля південного завершення острова Бугенвіль (надалі під час кампанії на Соломонових островах саме тут аж до осені 1943-го перебуватимуть передова база легких сил та пункт перевалювання вантажів для подальшого відправлення їх на схід).
8 квітня 1942-го «Яйой» та інші есмінці дивізії супроводжували сили, які зайняли острів Манус у групі островів Адміралтейства (шість сотень кілометрів на північний захід від Рабаула, поблизу комунікацій, що вели до архіпелагу Бісмарка з Трука та іншого важливого транспортного хабу Палау).
На початку травня 1942-го «Яйой» залучили до операції з оволодіння Порт-Морсбі, при цьому його разом зі ще 5 есмінцями та легким крейсером включили до загону адмірала Кайоки. Завданням останнього було прикриття транспортного конвою, який 4 травня рушив із Рабаула. Надалі танкери залишили на стоянці Шортленд під охороною одного есмінця, тоді як транспорти з військами та більшість кораблів Кайоки попрямували у південно-західному напрямку через Соломонове море.
5 травня американське авіаносне угруповання потопило японський легкий авіаносець «Сьохо» із групи підтримки. Надвечір наступної доби Кайока вирішив відшукати та атакувати ворожі кораблі, які, на його думку, перебували у протоці Джомард (відділяє південно-східне завершення Нової Гвінеї від архіпелагу Луїзіади). Спершу адмірал рушив на пошуки ворога з легким крейсером та двома есмінцями, проте за дванадцять годин (вже настало 7 травня) повернувся до конвою. У цьому проміжку, незадовго до опівночі, Кайока наказав трьом есмінцям 30-ї дивізії (в тому числі й «Яйой») полишити транспортні судна. Протягом 7—8 травня дивізія діяла окремо, при цьому не мала якихось контактів із ворогом. Надвечір 7 травня її кораблі провели пошуки вцілілих з «Сьохо» і лише «Яйой» вдалось підібрати двох виживших. Вранці 9 травня есмінці 30-ї дивізії наздогнали транспортні судна, які вже підходили до Рабаула після скасування операції (останнє рішення ухвалили після битви в Кораловому морі, в якій 8 травня зіткнулись авіаносні з'єднання сторін).
1—9 липня 1942-го «Яйой» здійснив перехід з Труку до Йокосуки, супроводжуючи при цьому два транспортні судна а потім до 15 серпня проходив ремонт на верфі у Сасебо. За час його відсутності в Океанії 7 серпня 1942-го висадились на Гуадалканалі, що змусило японське командування перекидати сюди підкріплення. Вже 15 серпня «Яйой» вирушив із Сасебо (можливо, супроводжуючи переобладнаний гідроавіаносець «Санукі-Мару», який 22 серпня прибув до Рабаула).
У підсумку «Яйой» опинився на якірній стоянці Шортленд, з якої 24 серпня вирушив разом зі ще трьома есмінцями на схід. У ніч проти 25 серпня цей загін разом з есмінцем «Кагеро» (останній патрулював біля Гуадалканала) провів обстріл аеродрому Гендерсон-Філд, після чого всі 5 есмінців рушили на північ для зустрічі конвою, який прямував з Труку і саме 25 серпня відновив свій рух — напередодні транспортний загін перечікував, чим завершиться зіткнення авіаносних з'єднань, відоме як битва біля східних Соломонових островів.
У відповідності до японських очікувань, авіаносна авіація не атакувала конвой, проте удари літаків з Гуадалканалу та Еспіриту-Санто призвели до загибелі та пошкодження кількох кораблів. Зокрема, був важко пошкоджений та у підсумку полишений есмінець «Муцукі», екіпаж з якого зняв саме «Яйой». Далі «Яйой» супроводжував патрульні кораблі № 1 та № 2 до Рабаула, куди вони прибули 27 серпня.
Тим часом японське командування вирішило висадити десант у затоці Мілн-Бей на північно-східному завершенні острова Нова Гвінея, що й сталось 26 серпня 1942-го. 28—31 серпня «Яйой» взяв участь у доставці сюди підкріплень. Операція розвивалась невдало, у Мілн-Бей точились важкі бої і 4—5 вересня «Яйой» здійснив туди рейс, під час якого евакуював 224 поранених. При цьому доповідь командира есмінця про ситуацію стала для японського командування однією з підстав ухвалити рішення про евакуацію сил із Мілн-Бей. На зворотному шляху до Рабаула «Яйой» ескортував патрульний корабель № 39, який прямував із підкріпленнями, але на тлі рішення про припинення операції повернув назад.
10 вересня 1942-го «Яйой» разом зі ще двома есмінцями вийшов із Рабаула для евакуації кількох сотень японських бійців, що опинились на острові Гуденаф (сотня кілометрів на північ від Мілн-Бей) коли 24 серпня їхню баржу на шляху до Мілн-Бей потопила авіація. 11 вересня у Соломоновому морі біля острова Вакута, за сто тридцять кілометрів від Гуденафу загін атакувала авіація. «Яйой» отримав пряме влучання бомбою у кормову частину та втратив хід. Від близьких розривів почалось надходження води в корпус і корабель затонув. Загинуло 68 членів екіпажу, при цьому інші есмінці не змогли підібрати вцілілих.
22 вересня 1942-го есмінці «Ісокадзе» та «Мотідзукі» зустріли біля центральної частини південного узбережжя Нової Британії човен з десятьма моряками «Яйой», які повідомили, що багато членів екіпажу потопленого корабля попливли до узбережжя острова Норманбі (півсотні кілометрів від входу до Мілн-Бей). Есмінці попрямували сюди та в ніч проти 23 вересня протягом 1,5 години намагалися знайти моряків з «Яйой», подаючи сигнали прожекторами та сиренами. Втім, ці пошуки завершились безрезультатно і кораблі мусили повернутись до Рабаула. За кілька діб японський літак помітив на узбережжі Норманбі групу із десятка осіб, яка могла бути тими самими моряками. У ніч проти 26 вересня 83 члени екіпажу «Яйой» були евакуйовані «Мотідзукі» та «Ісокадзе», які 27 вересня прибули в Рабаул.